# Geocaryum pumilum
Geocaryum pumilum là một loài thực vật có hoa trong họ Hoa tán. Loài này được (Sm.) Nyman mô tả khoa học đầu tiên năm 1855.